# アカキア・ドレパノロビウム
アカキア・ドレパノロビウム（学名: Vachellia drepanolobium）は、マメ科（クロンキスト体系ではネムノキ科）の樹木の一種である。ケニア、タンザニアなどアフリカに分布する（参照: #分布）。
1908年に Acacia drepanolobium として記載されて以来この学名で知られていたが、近年一部の専門家によりアカシア属のうちオーストラリア産のもののみをアカシア属、それ以外のものを他属とする動きがあり、本種は2008年になってバケリア属に移された。
本種の特徴はアリが棲んで共生する虫こぶのようなものをいくつも持っていることであり、他の伝統的にアカシア属とされてきた木本と同様に刺も有する（参照: #特徴）。共生するアリは本種を好んで食べるキリンなどが1株ばかりに集中することを抑制する役割を持つ（参照: #アリとの共生関係）。なお、この「虫こぶ」はヒトが食べることも可能である（参照: #ヒトによる利用）。
フルートアカシアという和名をあてた資料が存在する。また、アリ植物の一つとして紹介され、和名としてアリアカシアがあてられている例も存在するが、これは別種 Vachellia sphaerocephala にも用いられている（参照: #関連項目）。

## 分布
|  |

スーダン、南スーダン、エチオピア、ソマリア、ケニア、タンザニア、ウガンダ、コンゴ民主共和国に分布する。
ウガンダにおいてはカラモジャ地方やムバレ県で、ケニアにおいてはナイロビ国立公園で、タンザニアにおいてはモシやドドマ州、セレンゲティ国立公園にてよく見られる。

## 生態
ケニアにおいては（木や藪の混じる）草原地帯、特にリフトバレーにおいては普通黒綿土上に豊富に見られ、標高1,300-2,400メートル地帯において最も普通に見られる。ケニア中央部の半乾燥性の低木サバンナ地域であるライキピア地区では、アリと共生するアカシア類の樹木の95パーセントがこのアカキア・ドレパノロビウムであることが多い。
アリとの共生などについては#他の生物との関係を参照。

## 特徴
高さ1-6メートルの低木あるいは高木で扁平あるいは広がった樹冠を持つ。幹はほとんど分枝しないものの、通常細い小枝（長さ2-7センチメートル）が水平に密に生える。樹皮は灰色あるいは黒色、粗く、最後は割れる。刺はまっすぐで灰色あるいは白っぽい色、長さ（0.6）1.5-6（8）センチメートルで節で対になり、大きく紫色あるいは黒色の膨れた基部（径3.5センチメートル以下）を持つものがある。この基部は虫こぶ（のようなもの。詳細は#他の生物との関係を参照）であり、数が多く後に硬化し、黒くなり、主にシリアゲアリ属（Crematogaster）のアリの巣となる。
葉は2-6センチメートル、羽状葉で3-13対の羽片を持ち、小葉は11-22対、1.5-5.5×0.7-1.2ミリメートルである。
花は頭状花となり、白色あるいはクリーム色で芳香がある。
果実は莢果で平滑あるいはほぼ平滑、狭披針形で赤茶色あるいは黒色、鉤形または螺旋形で4-7×0.5-1センチメートル、裂開性である。

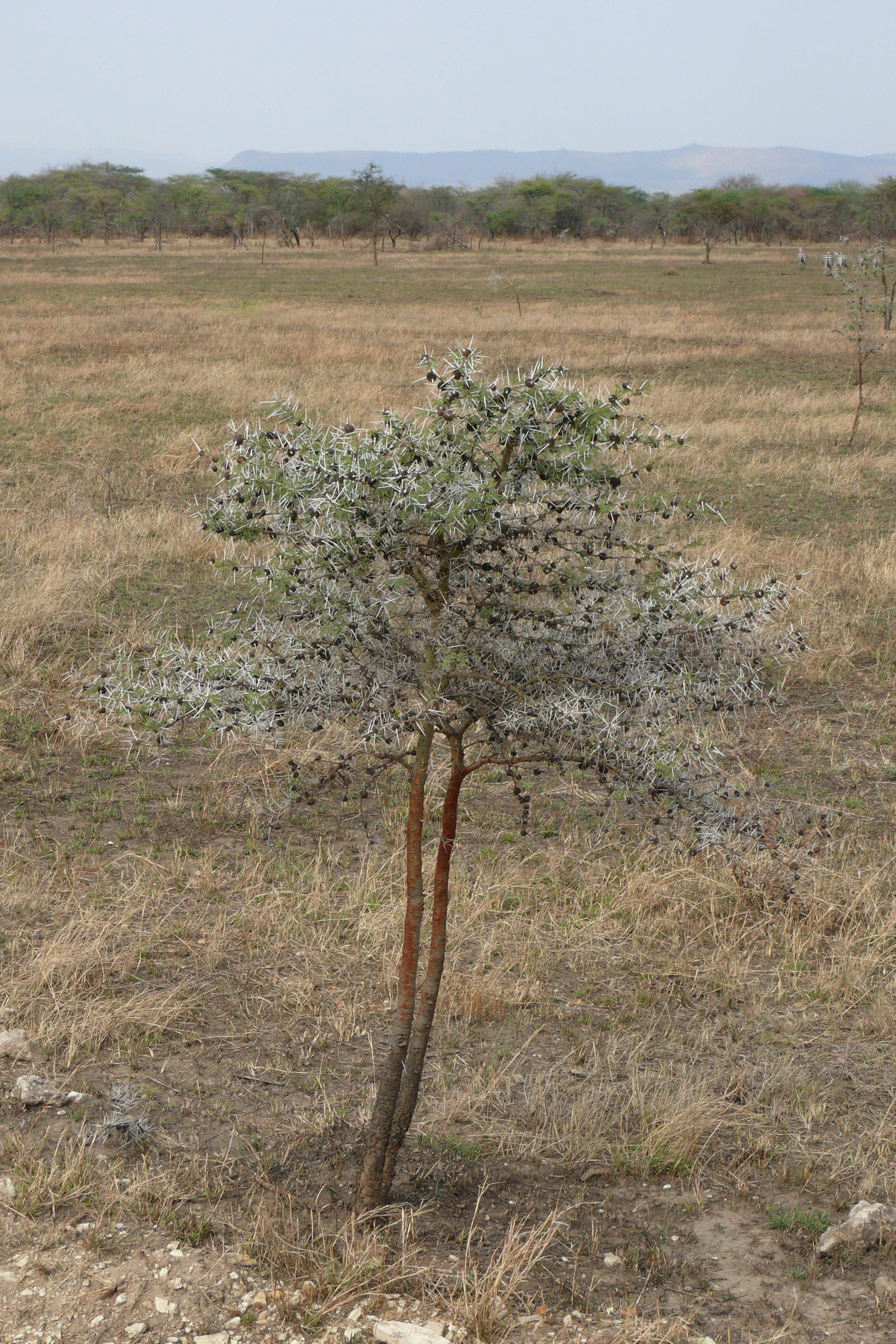
全体。
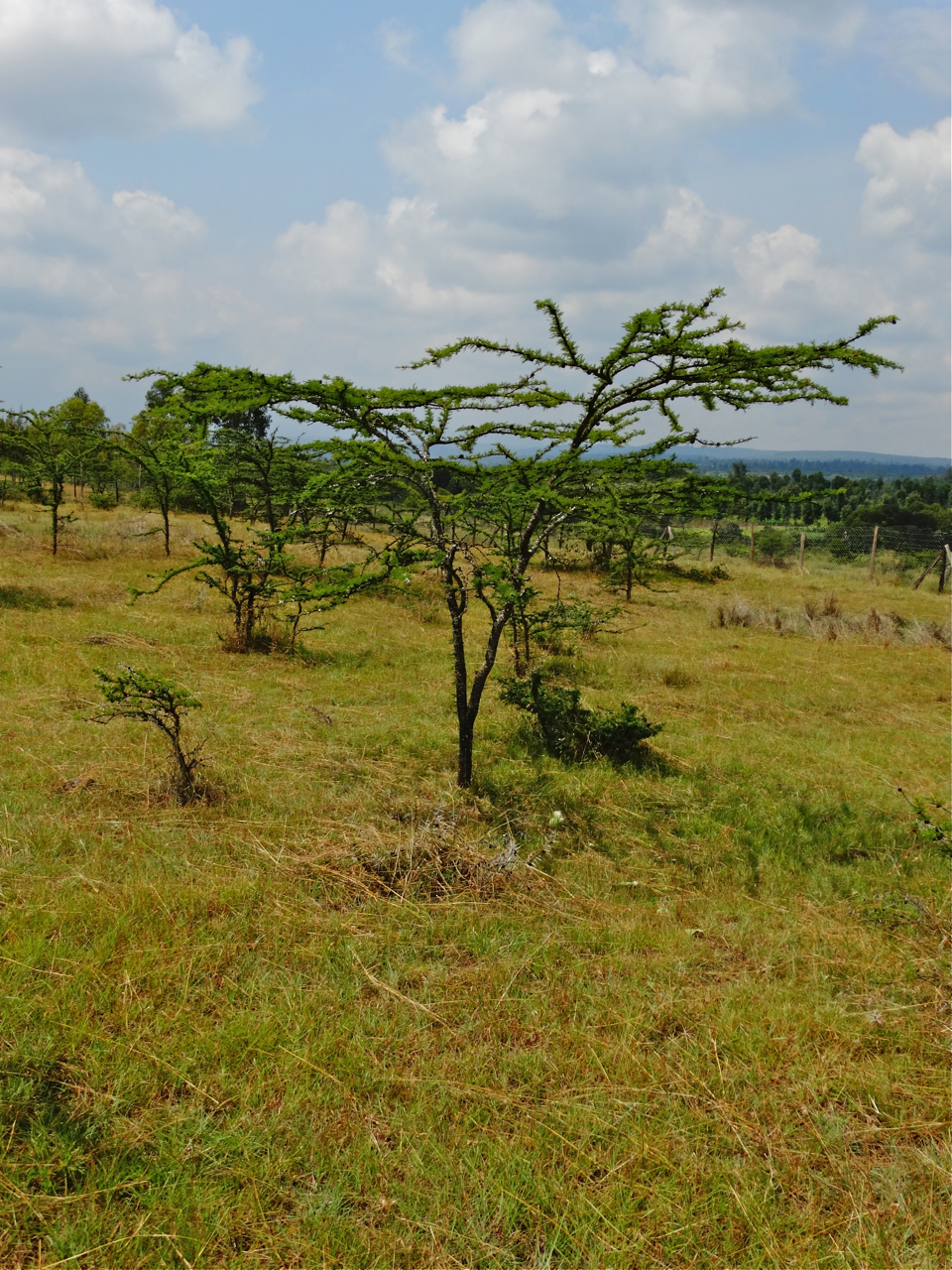
全体。ケニアのナニュキ（Nanyuki）近郊にて。
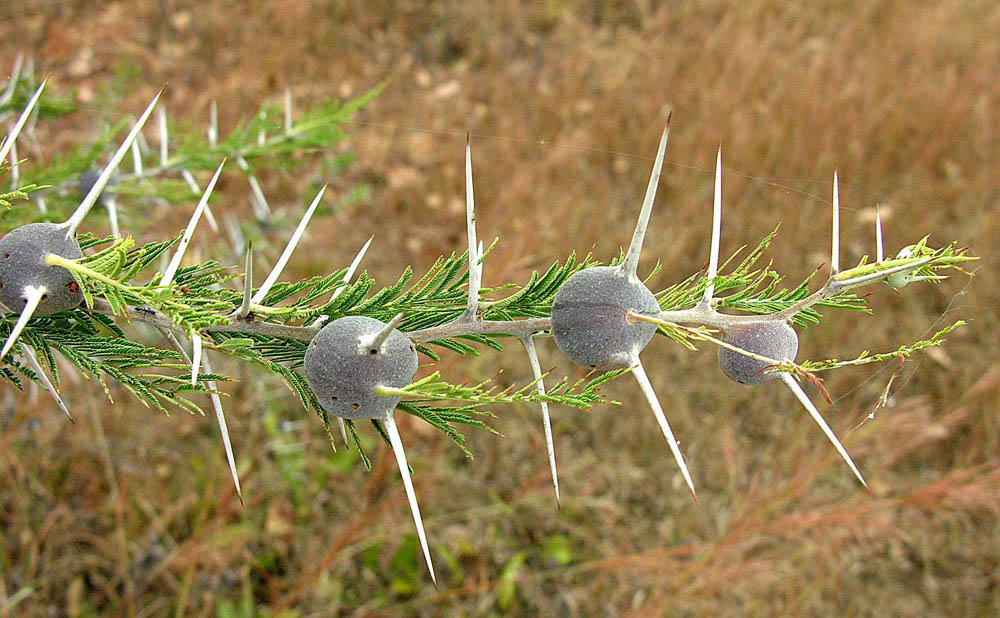
枝先。
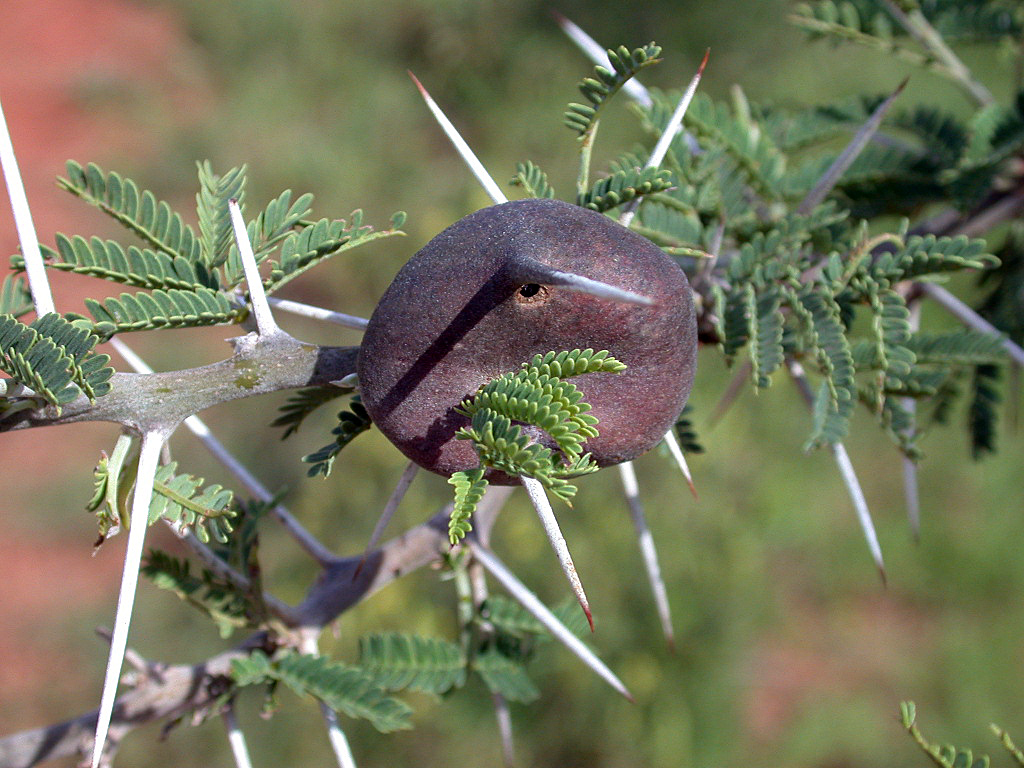
「虫こぶ」と葉。
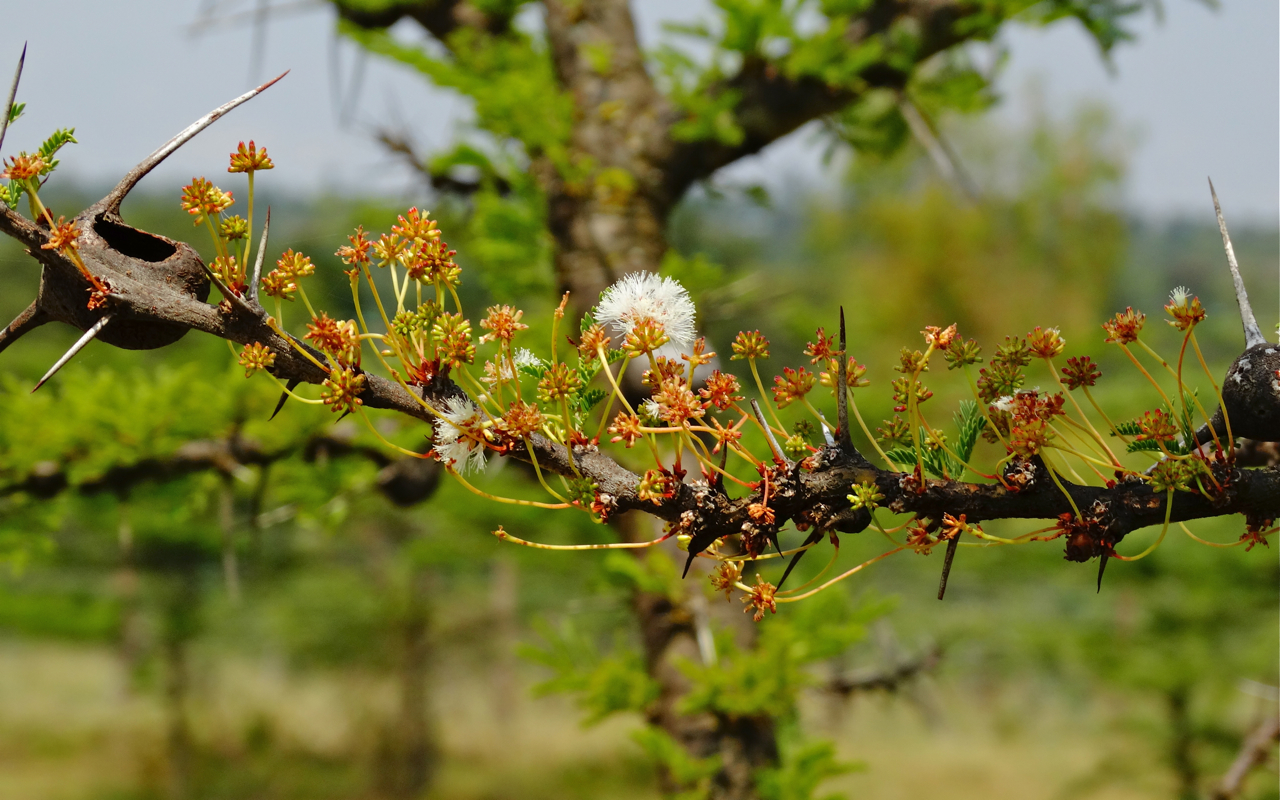
花。白っぽい頭状花である。ナニュキ近郊にて。
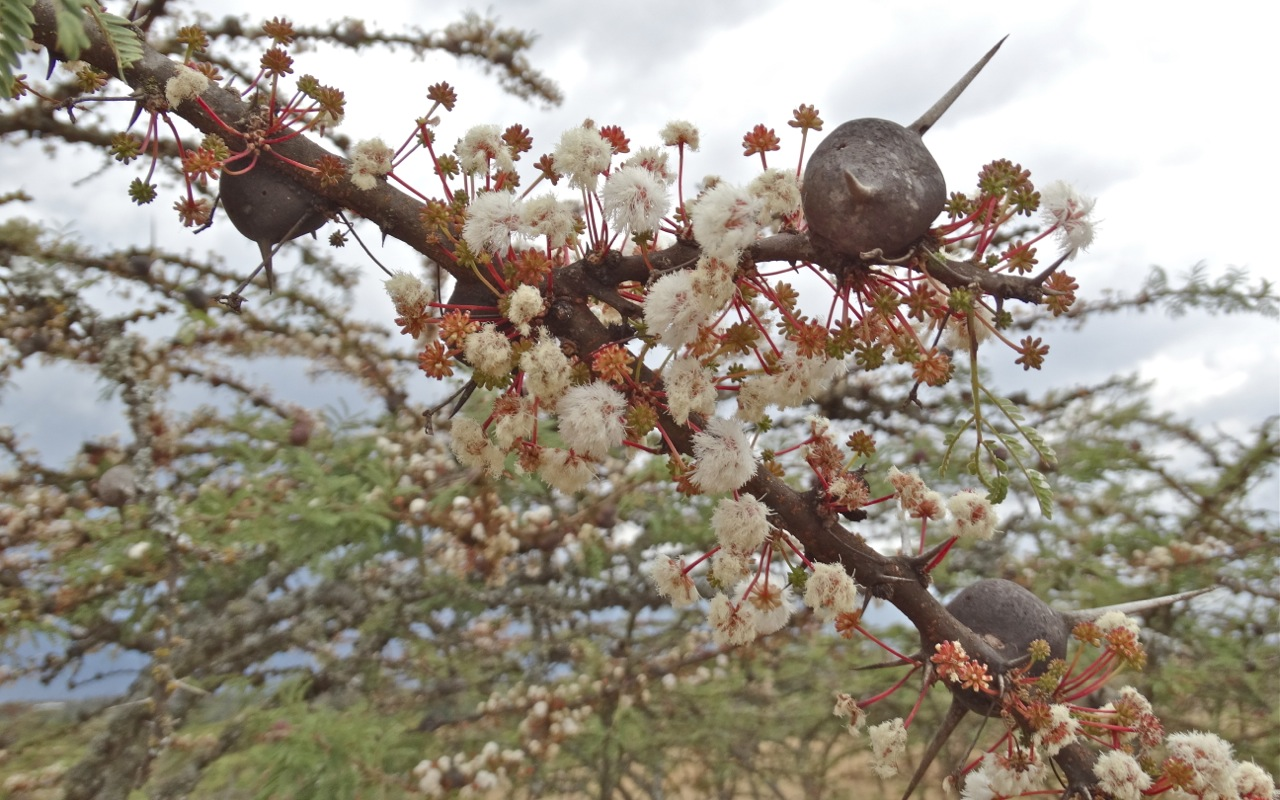
花。ナニュキ近郊にて。
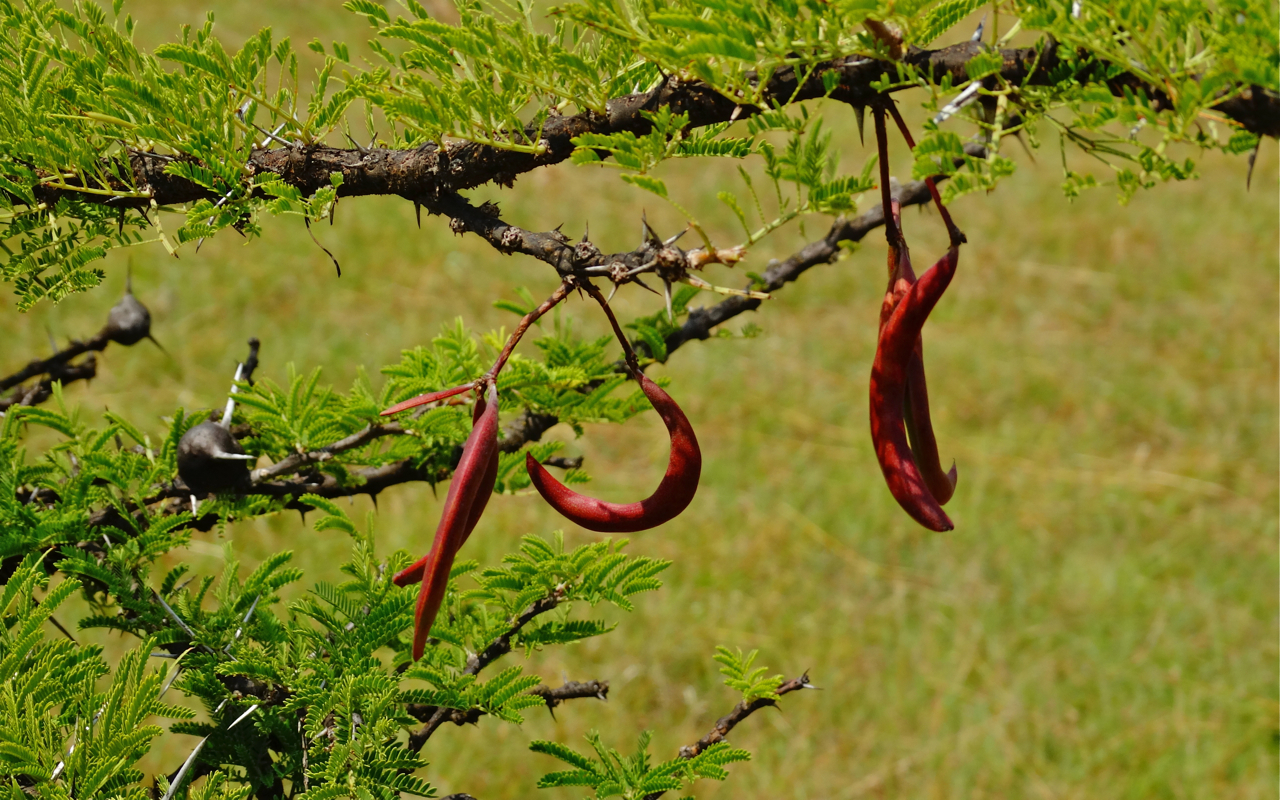
莢果。ナニュキ近郊にて。

## 他の生物との関係

### アリとの共生関係

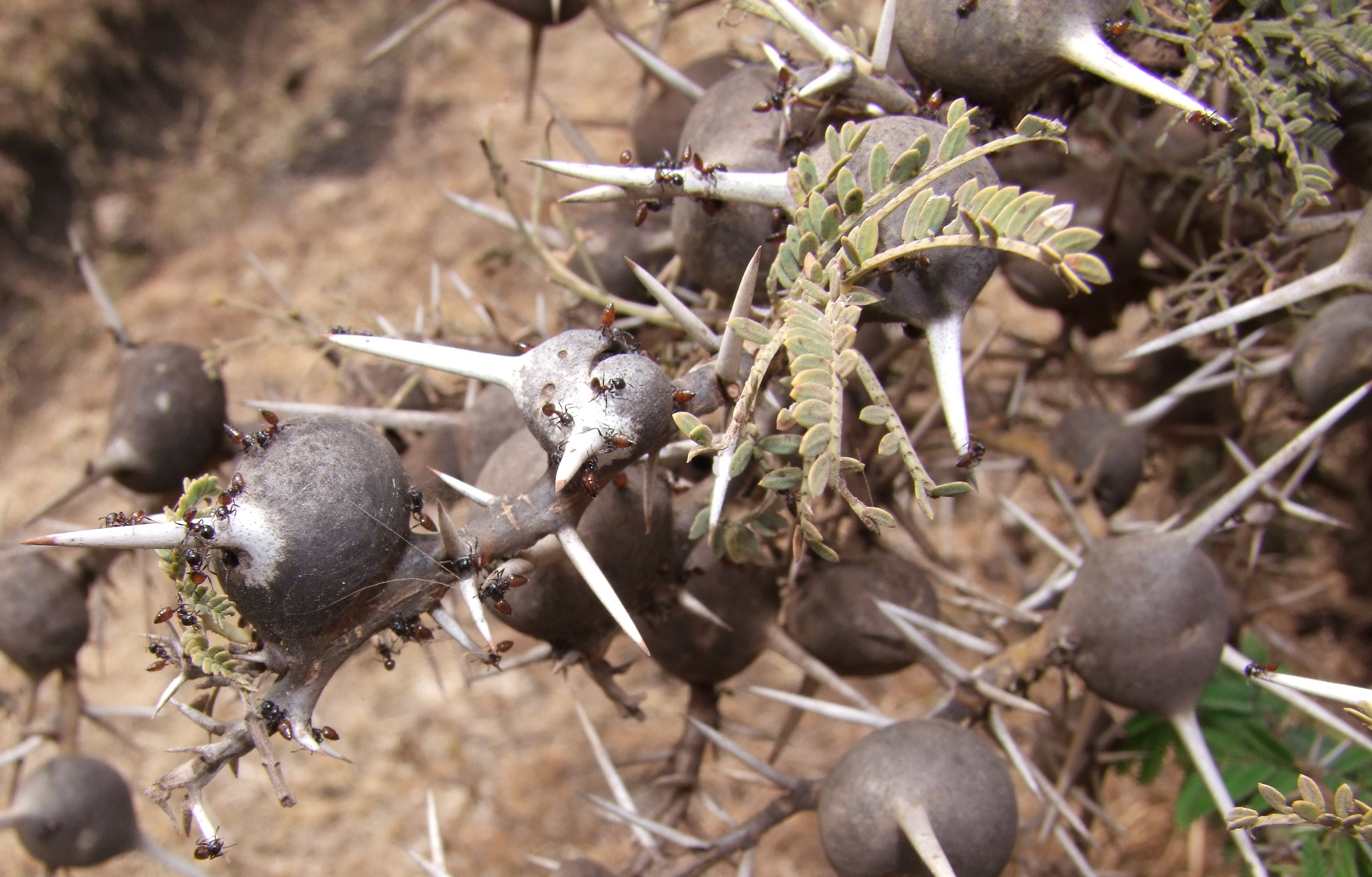
枝先に群がるアリ（Crematogaster nigriceps）たち。

伝統的にアカシア属とされてきた種で刺を有するもののうち約10パーセントは刺の基部が大きく膨張して虫こぶのようなものとなるが、これはアリによって誘導されたわけではないので真正の虫こぶとは言えないものである。アリたちは新しくて軟らかく緑色の「虫こぶ」の穴を噛んで内側を空洞にして小規模なコロニーを形成するが、この「虫こぶ」は時が経つにつれて暗い色となり、硬化して防御性も上がる。樹上のアリのコロニーは他の草食性昆虫を捕食をはじめとする攻撃的な手段で追い払い、キリンなど草食性哺乳類すらも攻撃する。
#特徴節でも触れたようにアカキア・ドレパノロビウムの場合は主にシリアゲアリ属のアリを樹上に棲まわせているが、これはアリにとってはシェルターが提供されている上に葉茎から蜜を分泌してコロニーを潤して貰っている状態である。アカキア・ドレパノロビウムはキリンに好まれるが、アリがキリンの顔や首にたかって刺すことでキリンは長時間1つの木ばかりを狙うことができず、食べ過ぎが抑制されている。こうした仕組みに関して生物学者たちは、蜜がアリにとっての「みかじめ料」の役割を担っているのでは、と考えている。なお、アカキア・ドレパノロビウムを防御するアリの種類に着目した研究も行われ、それによるとケニアでマサイキリンとアミメキリンがアカキア・ドレパノロビウムに近接している時間と食事の時間を計測したところ、Crematogaster mimosae が最も攻撃的で C. nigriceps がこれに次ぎ、別属（ナガフシアリ属）の Tetraponera penzigi は全くキリンたちを遠ざけた様子が見られなかった（Martins 2010）。
アリと共生する植物は本種の他にも何種類も存在する（参照: #関連項目）。

### ヒトによる利用
ケニアでは新鮮な虫こぶは食用となり、甘味のほかしばしばかすかな苦みがあり牧人に好まれるが、あまりに若く（暗）緑色のものは苦い上に分泌液が多く、熟して赤紫色となり中が空洞化してからが食べ頃である。また内樹皮の繊維は甘みを帯びた苦味を持ち、マチャコスにおいては噛んで味わわれる。また枝は柵作りに用いられ、成木は薪としてうってつけであり、葉・若枝・新鮮で軟らかい「虫こぶ」は家畜のヤギやラクダ、それにウシやロバの飼料として優れている。他には木炭作り、薬用（樹皮）、蜜源といった使い道もある。

## 諸言語における呼称
- 英語: whistling thorn[10][17]、black galled acacia[10] - 空洞な「虫こぶ」にあいた穴に風が当たると口笛のような音が鳴る場合があり、「口笛を吹く刺」と呼ばれる[18]。

ケニア:
- カンバ語: kiunga[10]（複数: iunga）[11]
- キクユ語: ruai[17]（ルアイ）、muruai[11]
- キプシギス語（Kipsigis）: mugurit[10]、muguruit、mukuruit[11]
- サンブル語: luai[10][11]、rangau[10]、rankau[16]
- スワヒリ語: mbalibali[11]
- トゥゲン語（Tugen）: ngowo[10]
- トゥルカナ語（Turkana）: eiyellel[10]、eyelel[11]
- マサイ語: eluai[10]、eluaai（複数: iluaa）[11]
- ルオ語: adugo[10][11]、dugna、dunga[19][11]、nduga[19]
- レンディーレ語: fulai[10]、fulaay[11]